# فوکوتومی-هیروشیما
فوکوتومی-هیروشیما (به لاتین: Fukutomi) یک منطقهٔ مسکونی در ژاپن است که در هیروشیما واقع شده‌است. فوکوتومی-هیروشیما ۶۰٫۷۱ کیلومتر مربع مساحت و ۲٬۸۷۹ نفر جمعیت دارد.